# Place Leconte-de-Lisle
La place Leconte-de-Lisle, anciennement place du Trésor, est une place de l'île de La Réunion, département d'outre-mer français dans le sud-ouest de l'océan Indien. Elle est située dans le centre-ville de Saint-Denis, le chef-lieu, à l'angle de l'avenue de la Victoire et de la rue Rontaunay, deux axes historiques. Nommée en l'honneur du poète Leconte de Lisle, né sur l'île en 1818, elle abrite un buste qui le représente ainsi que l'une des rares fontaines publiques de la ville. En outre, plusieurs bâtiments anciens donnent sur la place, l'un d'entre eux abritant le premier restaurant McDonald's ouvert dans l'île, en 1997.